# Henrique Nunes
Henrique Nunes, auch Firme-Fé, (* in der zweiten Hälfte des 15. Jahrhunderts in Borba; † Juli 1524 bei Valverde (Provinz Badajoz)) war ein gebürtiger Jude, der im Dienste von Dom João III. judaisierende Marranen ausspionierte.

## Leben
Henrique Nunes wurde als portugiesischer Jude in Borba im Alentejo geboren. Von dort begab er sich nach Kastilien, wo er sich vermutlich taufen ließ. Als Neuchrist trat er in den Dienst des spanischen Inquisitors von Córdoba Diego Rodrigues Lucero. Mit Lucero, der ebenfalls jüdischer Herkunft war, verband Nunes sein Hass gegen judaisierende Neuchristen.
Sein zweifelhafter Ruf scheint bis an den Hof des portugiesischen Königs gedrungen zu sein. Nunes wurde engagiert, um João III. bei seinen Bestrebungen zur Einführung der Inquisition zu unterstützen. Der König empfing ihn zu einer Privataudienz und gab ihm den Auftrag, sich in Santarém und Lissabon als angeblicher Glaubensgenosse in die Häuser von Neuchristen zu begeben, um sie des Judaisierens zu überführen. Als der Hof sich nach Évora begab, setzte Nunes auch dort seine Spionagetätigkeit fort. Er begab sich nach Olivença, wo seine Spitzelarbeit von den ansässigen Marranen entlarvt wurde.
Zwei als Mönche gekleidete Neuchristen, Andreas Diaz und Diego Vaz, überfielen Nunes bei Valverde (Badajoz) und töteten ihn im Juli 1524. Die zwei Mörder wurden gefasst, vor ein Gericht gestellt und nach Folterungen hingerichtet. Der Marranenspitzel Nunes erhielt den Namen Firme-Fé, der Glaubensstarke, und wurde zeitweise als christlicher Märtyrer verehrt.